# Línguas cáspias

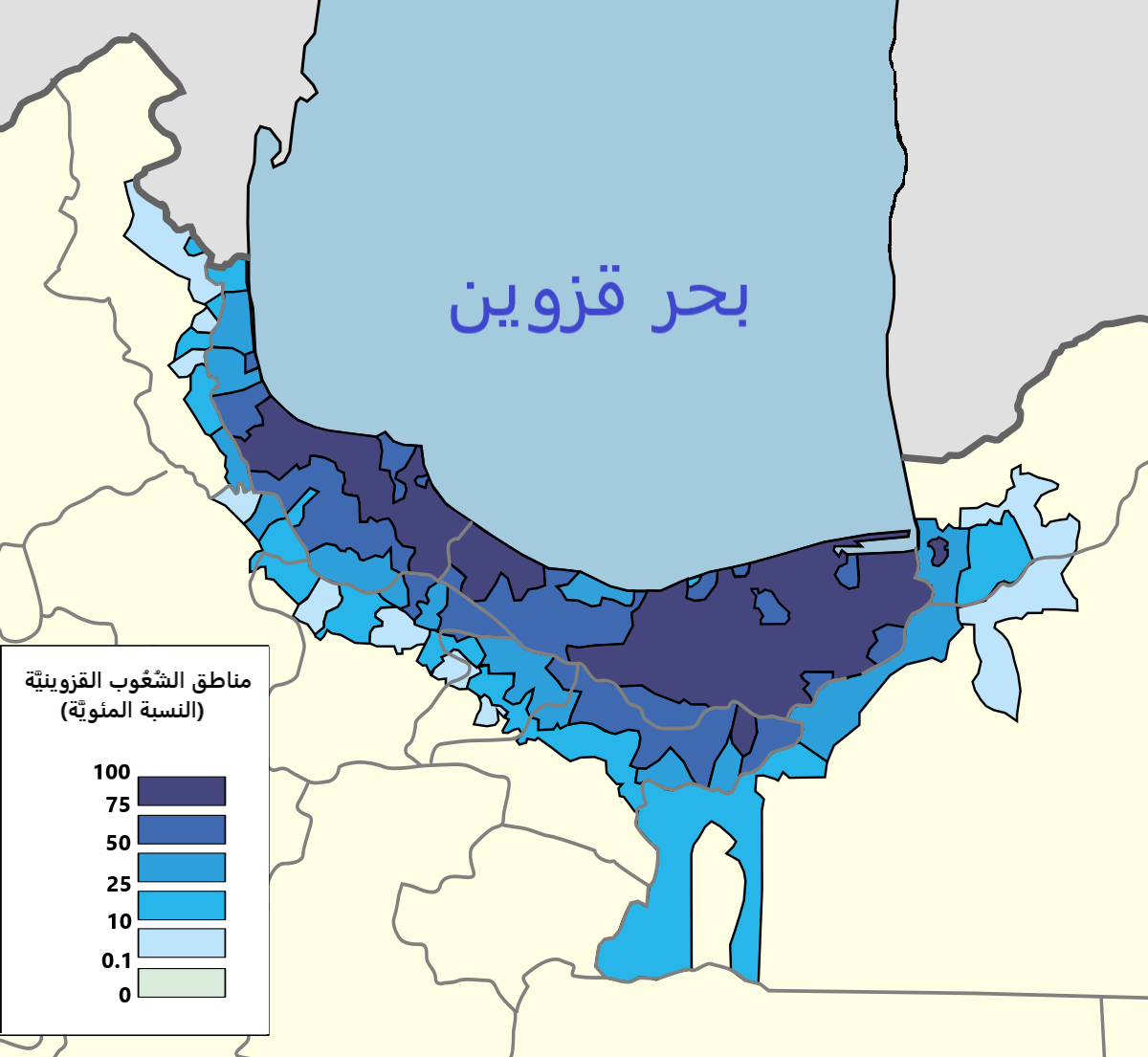
Mapa mostrando a difusão das línguas do Cáspio.

As línguas cáspias formam um ramo das línguas iranianas do noroeste, e são faladas no norte do Irã, no litoral sul do mar Cáspio.
Entre elas destacam-se o deilami, o guiláqui, o talish, o mazanderani e o semnani.